# Frantic
Frantic (englisch für „verzweifelt, außer sich“) ist ein US-amerikanisch-französischer Thriller aus dem Jahr 1988 von Roman Polański mit Harrison Ford und Emmanuelle Seigner in den Hauptrollen.

## Handlung
Der Chirurg Richard Walker und seine Frau Sondra reisen zu einem medizinischen Kongress nach Paris. Bei der Ankunft im Hotel müssen sie feststellen, dass sie einen falschen Koffer haben, und Sondras Koffer wahrscheinlich auf dem Flughafen vertauscht wurde. Während Walker unter der Dusche ist, erhält seine Frau einen Telefonanruf, von dem er aber nichts hören kann. Als er aus der Dusche kommt, ist seine Frau verschwunden. Er wartet zunächst ab, sie taucht jedoch nicht wieder auf, also macht er sich auf die Suche. In einer Kneipe findet er jemanden, der gesehen haben will, wie seine Frau in einen Wagen gestoßen wurde. An der betreffenden Stelle findet er tatsächlich ihr Armband. Auch der Portier des Hotels will gesehen haben, wie Walkers Frau in Begleitung eines Mannes das Hotel verlassen hat. So meldet er seine Frau als vermisst, doch sowohl die französische Polizei als auch die US-Botschaft erweisen sich als wenig kooperativ.
Beim Öffnen des fremden Koffers findet Walker ein Streichholzbriefchen des Nachtlokals Blue Parrot und darin den Namen Dédé und eine Telefonnummer notiert, unter der er aber nur einen Anrufbeantworter erreicht. Er findet Dédés Adresse heraus, fährt dorthin und findet Dédé tot in seiner Wohnung vor.
In der Zwischenzeit wird das Hotelzimmer Walkers von Unbekannten durchsucht und verwüstet; der Koffer ist zu dieser Zeit jedoch nicht dort, sondern wurde zuvor von einem Hotelpagen abgeholt.
Auf Dédés Anrufbeantworter hat eine Michelle eine Nachricht hinterlassen, dass sie ihn im Blue Parrot treffen wolle und ihn ansonsten nach Ladenschluss zu Hause aufsuchen werde. Walker wartet auf sie. Es stellt sich heraus, dass der fremde, vertauschte Koffer ihr gehört. Michelle ist Schmugglerin, angeheuert von Dédé, sie kennt aber dessen Auftraggeber nicht. Walker und Michelle bekommen den Koffer am Flughafen zurück. Anschließend tauchen zwei israelische Agenten in der Wohnung Michelles auf und fragen sie nach einem Modell der Freiheitsstatue, das sie geschmuggelt hat. Walker kommt verabredet zu Michelle, hört mit, macht sich dann bemerkbar, die Agenten verschwinden. In der zerbrochenen Statuette findet sich ein elektronisches Bauteil, ein sogenanntes Krytron.

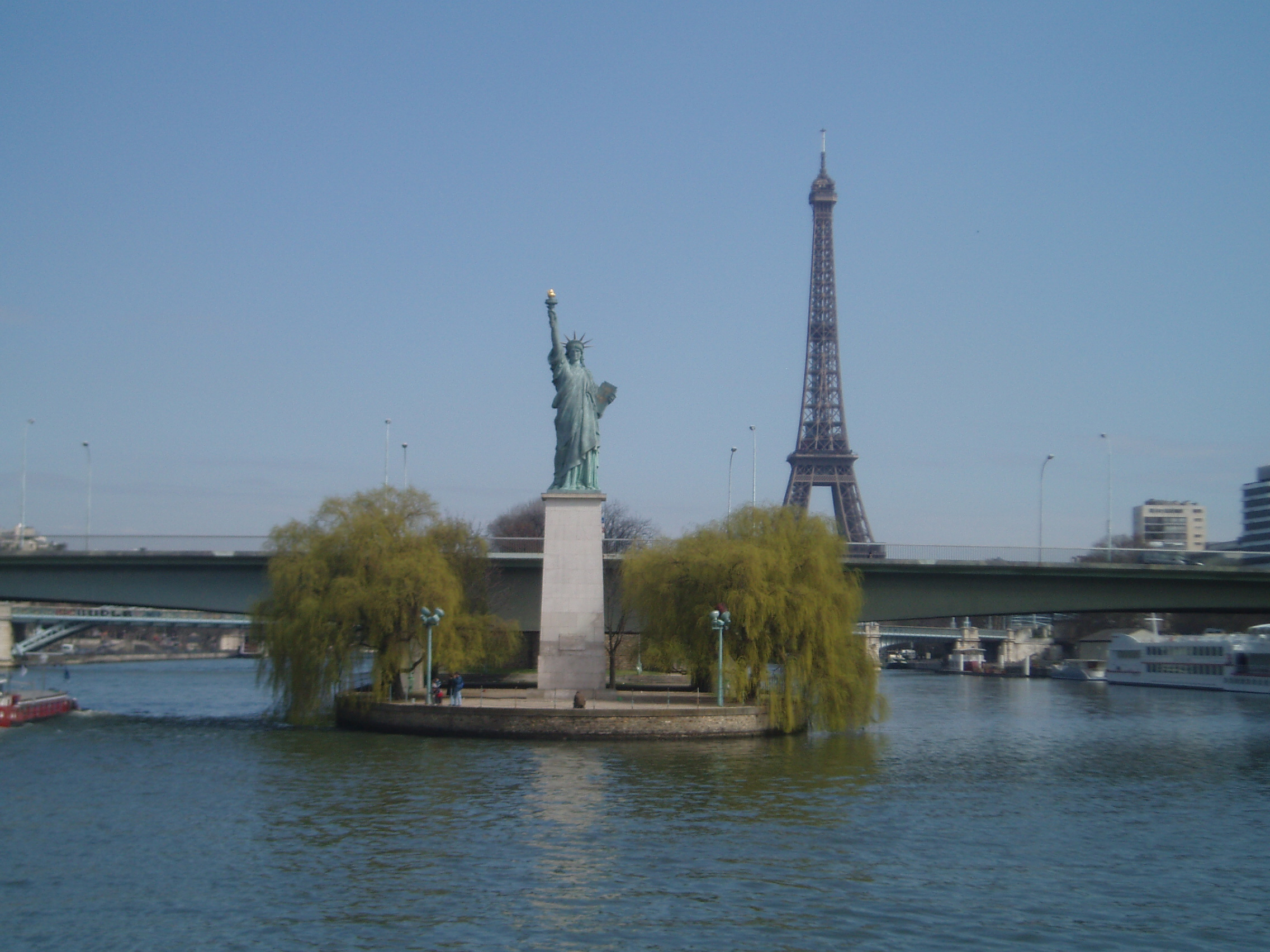
Freiheitsstatue auf der Île aux Cygnes

Die arabischen Entführer nehmen Kontakt zu Walker auf und wollen in einem Parkhaus das Krytron gegen seine Ehefrau austauschen. Die Übergabe scheitert, da die beiden israelischen Agenten auftauchen und einen Araber erschießen. Der Sicherheitsoffizier der Botschaft scheint Walkers Aussage nun endlich zu glauben. Bei einem Treffen in einem Café erklärt er, dass es sich bei dem Krytron um eine Schaltröhre für die Zündung von nuklearen Sprengsätzen handelt. Da das Leben seiner Frau davon abhängt, will Walker es aber nicht herausgeben und flieht mit Michelle.
Es gelingt ihm mit Hilfe von Michelle wieder Kontakt zu den Entführern aufzunehmen und einen neuen Übergabetermin an der Pariser Freiheitsstatue auf der Île aux Cygnes zu vereinbaren. Die Entführer lassen dabei seine Frau in seine Richtung gehen, während Michelle ihnen das Krytron bringt. Plötzlich eröffnen von der Brücke aus die Israelis, die ihnen gefolgt sind, das Feuer auf die Entführer. Es kommt zum Kampf und beide Entführer werden dabei nacheinander tödlich getroffen. 
Allerdings schießt einer von ihnen im Sterben auf Michelle, die dabei tödlich verletzt wird. Vor ihrem Tod kann sie Walker noch das Bauteil zustecken. Als die israelischen Agenten es holen wollen, wirft Walker es im Zorn wegen der Ereignisse in die Seine und trägt daraufhin zusammen mit seiner Frau Michelles Leiche weg, mit dem Vorsatz den Behörden gegenüber zu berichten was passiert ist. Danach verlassen die Walkers, die traumatisiert sind wegen der Ereignisse, Paris.

## Hintergrund

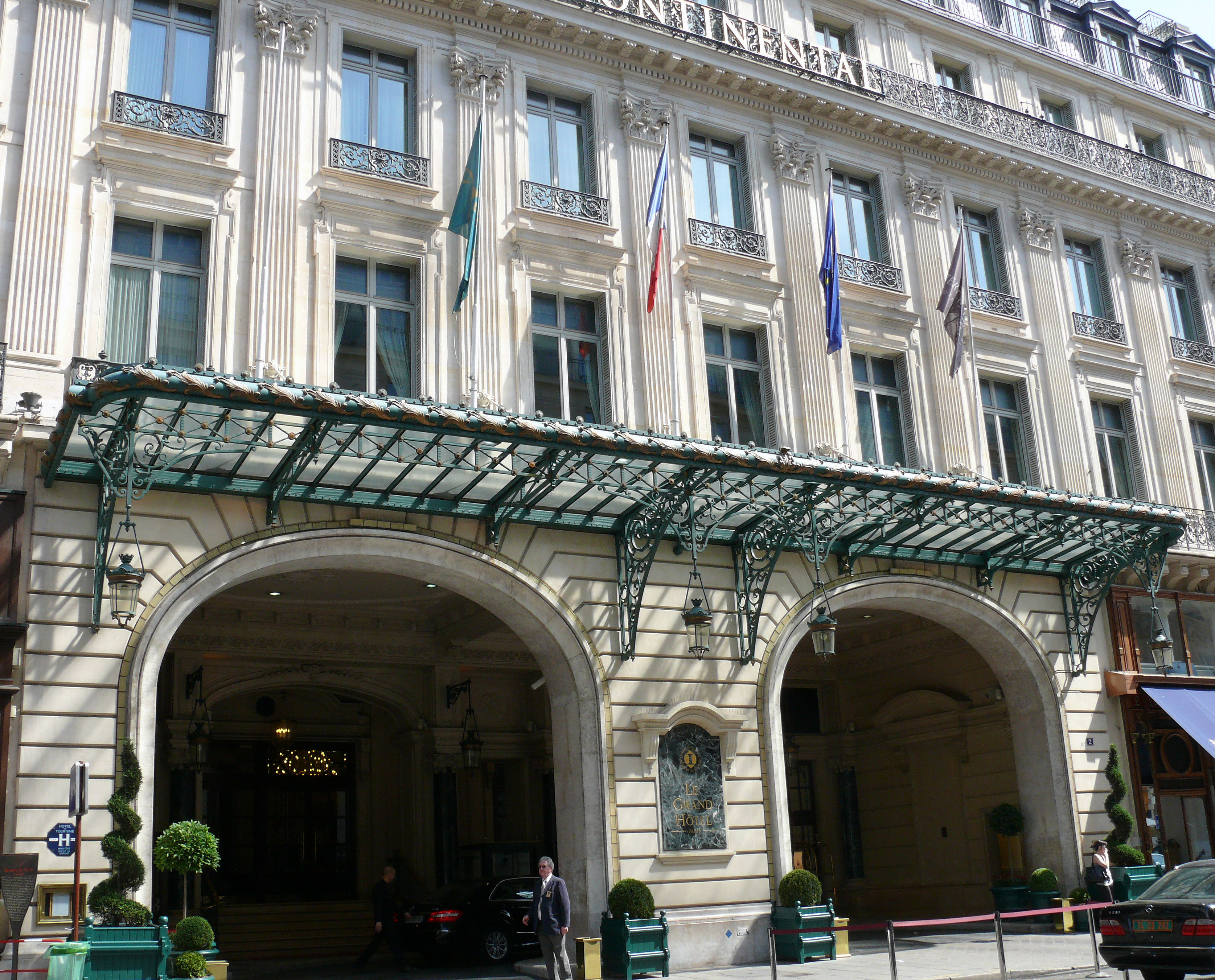
Portal des Grand Hôtel

- Der Film wurde in den Studios de Boulogne in Boulogne-Billancourt sowie an verschiedenen Schauplätzen in Paris gedreht, darunter am Grand Hôtel Intercontinental, in der Passage Brady, auf der Pont de Grenelle und der Île aux Cygnes.[1][2]

- Der Film kam am 16. Februar 1988 in Großbritannien in die Kinos, zehn Tage später in den USA. Kinostart in Deutschland war am 25. August 1988.[3] Er spielte in den Kinos der USA ca. 17,6 Millionen US-Dollar ein, die Produktionskosten lagen bei geschätzten 20 Millionen US-Dollar.[4]

- Der Regisseur Roman Polański hat einen Cameo-Auftritt als Taxifahrer, der Walker das Streichholzbriefchen überreicht. Ebenfalls kurz zu sehen ist der Kameramann Witold Sobociński als Gast ganz rechts vorne in der Szene in der Bar, in der Walker mit dem von Dominique Pinon gespielten Augenzeugen spricht.

- Das Bild der Stadt Paris, das der Film zeigt, ist wenig glanzvoll oder attraktiv. Vorspann und Abspann zeigen eine Schnellstraße (zum Flughafen), die von ihren Geschäftsgebäuden mit internationaler Neonreklame dominiert ist (viele japanische Firmen, auch BOSCH und AEG). Bei Fahrten in der Stadt hängt das Taxi zweimal lange hinter einem grünen Müllwagen fest.

## Synchronisation
Die deutsche Synchronisation entstand im Auftrag der Deutschen Synchron Film GmbH in Berlin.
| Rolle              | Schauspieler       | Deutsche Sprecher  |
| ------------------ | ------------------ | ------------------ |
| Dr. Richard Walker | Harrison Ford      | Wolfgang Pampel    |
| Michelle           | Emmanuelle Seigner | Carolin van Bergen |
| Sondra Walker      | Betty Buckley      | Judy Winter        |
| Williams           | John Mahoney       | Lothar Blumhagen   |
| Shaap              | Jimmie Ray Weeks   | Klaus Jepsen       |
| Der Entführer      | Yorgo Voyagis      | Claus Wilcke       |
| Peter              | David Huddleston   | Helmut Ahner       |
| Gaillard           | Gérald Klein       | Christian Brückner |

## Kritiken
Der Film erhielt überwiegend positive Kritiken und erreichte bei Rotten Tomatoes eine Bewertung von 78 %, basierend auf 40 Kritiken.
Der Spiegel schreibt: „Roman Polanskis neuer Film […] ist die Fortsetzung Hitchcocks mit Polanskis Mitteln. Und das, weil er es meisterhaft versteht, eine richtige Taste in der kollektiven Seelenklaviatur der Angst anzuschlagen. Es ist eine sehr zeitgemäße Angst, die viel mit hilflosen Bürokraten, einer fremd gleichgültigen Umwelt, überlasteten und überforderten Polizisten zu tun hat“.
Heimo Reisenhofer-Graber vom Filmportal Uncut bezeichnet den Film als packend inszeniertes sowie grandios gespieltes Suspense-Meisterwerk. Harrison Ford festige hier seine wahre Schauspielgröße und auch Emmanuelle Seigner […] gebe in einer ihrer ersten Rollen eine Glanzleistung ab.
Das negative Votum im Lexikon des internationalen Films lautet „Eine auf vordergründige Spannung angelegte überraschungslose Story voll altbekannter Klischees; trotz perfekt inszenierter Details insgesamt eher enttäuschend“.

## Filmmusik
- I’ve Seen That Face Before (Libertango) – Grace Jones
- I’m Gonna’ Lose You – Simply Red
- The More I See You – Chris Montez
- Jah Rastafari – Culture
- Chicago Song – David Sanborn
- The Song From Moulin Rouge (Where Is Your Heart) – The 101 Strings Orchestra
- Something Tells Me – Tiger Moon

## Trivia
- Die 23-jährige Seigner und der 56-jährige Polański heirateten ein Jahr nach der Premiere.
- Einer der Polizisten wird gespielt von Yves Rénier, der später in Frankreich auch die Hauptrolle in der Fernsehserie Kommissar Moulin spielt.